# Madame de Pompadour

Mme. de Pompadour, pastel de Maurice Quentin de La Tour, 1755 (Museu del Louvre)

Jeanne-Antoinette Poisson, dama Le Normant d'Étiolles, marquesa de Pompadour, duquessa de Ménars, més coneguda com a Madame de Pompadour (nascuda el 29 de desembre del 1721 a París – morta el 15 d'abril del 1764 a Versalles), fou la més cèlebre de les amants del rei Lluís XV de França, i esdevingué així una de les dones més importants de la França del segle xviii.
Filla del ric financer François Poisson, des de petita perseguí el seu objectiu d'esdevenir un dia favorita del rei, encoratjada per la seva mare Louise Madeleine de La Motte. No sols ho aconseguí a la jove edat de vint-i-tres anys, sinó que fins i tot aconseguí fer amistat amb la reina Maria Leszczyńska. La seva posició en la cort li serví per a esdevenir marquesa de Pompadour i ser l'amfitriona del cercle íntim del rei a Versalles, on introduí el joc de la ruleta. Tot i que ja no dormiren junts després del 1750, el rei i Madame de Pompadour conservaren una ferma amistat que durà fins a la mort de la marquesa el 1764.

## Joventut
Madame de Pompadour nasqué amb el nom de Jeanne-Antoinette Poisson el 29 de desembre del 1721 a París. Se sospita que el seu pare biològic era el ric financer Le Normant de Tournehem, que esdevingué el seu tutor legal quan el seu pare oficial François Poisson, soci dels germans de París –financers en cap de l'economia francesa– hagué d'abandonar el país el 1725 després d'un escàndol al voltant d'una sèrie de deutes impagats; un delicte que en aquells temps es podia castigar amb la mort. Poisson fou absolt vuit anys més tard i se li permeté tornar a França. El germà petit de Jeanne-Antoinette era Abel-François Poisson de Vandières (que més tard esdevindria marquès de Marigny). Jeanne-Antoinette era intel·ligent, formosa i culta; aprengué a ballar, fer gravats i tocar el clavicordi, i era una excel·lent actriu i cantant.
Jeanne-Antoinette va ser educada a les Ursulines de Poissy. Més tard, afirmà que a l'edat de nou anys la seva mare la dugué a veure una vident, que li digué que un dia regnaria al cor d'un rei. Sembla que la seva mare es cregué la profecia, i en conseqüència li donà el sobrenom de "Reinette". Passà un any en un convent, car el seu pare volia que conegués la religió catòlica romana. Continuà educant-se a casa una vegada tornà del convent. La seva educació incloïa aprendre a recitar obres de teatre senceres de memòria, botànica, pintura, seducció, i mantenir eficientment una llar gran. Gran part d'aquesta educació fou finançada per Le Normant de Tournehem, un amic proper de la seva mare, i pot ser això el que provocà els rumors que deien que era l'autèntic pare de la petita Jeanne-Antoinette. Sens dubte, la despesa més gran de la seva educació fou la contractació de cantants i actors cèlebres, com ara Pierre Jelyotte.
Al principi, els seus pares tingueren dificultats per fer-ne un bon partit, probablement més aviat a causa de la seva pròpia reputació que per un defecte de la seva filla, car, a part de l'exili del seu pare, la seva mare era una famosa prostituta.

## Matrimoni
El 1741, a l'edat de dinou anys, es casà amb Charles-Guillaume Le Normant d'Étiolles, nebot del seu tutor, i fill del Tresorer General de la Moneda, que l'acceptà com a esposa juntament amb el gran incentiu econòmic que l'acompanyava. Aquest incentiu incloïa la finca d'Étiolles, un regal de casament del seu tutor que estava situat a la vora del terreny de caça reial del bosc de Sénart. Tingué dos infants amb el seu marit; un nen que morí un any després de néixer, el 1741, i Alexandrine-Jeanne (amb el sobrenom de Fanfan), nascuda el 10 d'agost del 1744. Segons l'opinió d'aquell temps, juntament amb les obres d'art que se'n feren, Poisson era considerada molt formosa, amb una petita boca i cara ovalada adornades pel seu enginy. El seu jove espòs quedà enamorat d'ella, i fou introduïda al sofisticat món de París. Fundà el seu propi saló a Étiolles, als afores de París, on es reuní amb molts dels grans philosophes, entre ells Voltaire. També va freqüentar el saló literari de madame Geoffrin, va entrar al cercle financer del duc d'Ivernois i es va relacionar amb Montesquieu o Marivaux, entre d'altres.

## Versalles
A mesura que Reinette es feia coneguda en la societat, fins i tot el rei acabà sentint-ne a parlar. La seva mare Madeleine Poisson, encara ambiciosa perquè es complís la profecia, portà Reinette múltiples vegades en carruatge al bosc reial, amb l'esperança de trobar-se el rei "accidentalment". Finalment, Reinette conegué el rei Lluís XV el 1745. Un grup de cortesans, incloent-hi el seu sogre, promogueren la seva coneixença amb el monarca, que encara estava de dol per la mort de la seva segona amant oficial, la duquessa de Châteauroux. El 24 de febrer de 1745, fou convidada a un ball de màscares al palau de Versalles en celebració del casament del fill del rei.
En un moment determinat, aparegueren vuit figures disfressades al Gran Saló de Ball, vestides còmicament d'arbusts de teix, una de les quals era el rei disfressat. Per casualitat o conscientment, Reinette, disfressada de Diana, dea de la caça, trobà el seu objectiu, i aviat el rei es tragué la lligadura i començà a parlar-hi de temes de la cort. Al març, ja havia esdevingut una visitant habitual i amant del rei, instal·lada a Versalles.
Ell li comprà també el feu de Pompadour, un marquesat amb títol i escut d'armes, car necessitava un títol per a poder ser presentada a la cort. Al juliol, Lluís en feu una marquesa i ella se separà legalment del seu decebut marit; el 14 de setembre, fou presentada formalment a la cort, i aviat dominà les maneres típiques de l'etiqueta cortesana, tot i que es diu que inicialment el rei digué de broma als seus amics més propers que hauria d'ensenyar-li moltes coses (referint-se clarament a les seves arrels burgeses). Malauradament, la seva mare havia mort massa aviat per a veure complir-se la profecia; tanmateix, s'havia complert, i a l'edat de vint-i-tres anys, Jeanne-Antoinette era l'amant indiscutida del rei, amb un poder considerable i amb les atencions de la cort. Aviat entraria en un món d'aliances, conspiracions, política i frivolitats.

## Rol en la política
Al contrari del que diu la creença popular, Jeanne-Antoinette no tingué mai gaire influència política directa, però recolzà el mariscal de Belle-Isle i donà suport al duc de Choiseul davant del rei. Tanmateix, sí que tenia un poder i un control considerables exercits des d'un segon pla. Això es feu evident quan una altra de les amants del rei, Marie-Louise O'Murphy de Boisfaily, "la belle Morphyse", intentà prendre el seu lloc als voltants del 1754. A Morphyse, més jove i amb menys experiència, se li acordà un matrimoni amb un noble menor i fora del cercle intern de la cort reial, el senyor d'Ayat, oncle del cèlebre general Desaix. Un dels fills d'aquest matrimoni fou present a l'execució de Lluís XVI.
Es feu molts enemics entre els cortesans del rei, que pensaven que era una desgràcia que el rei es comprometés d'aquesta manera amb una plebea. Era molt sensible a les interminables burles anomenades "poissonnades", una paraula que significa "sopa de peix", un joc de paraules amb el seu cognom, Poisson, que significa 'peix' en francès. Només després de superar una gran reticència, Lluís emprengué accions de càstig contra els enemics de la marquesa, com ara el duc de Richelieu.
La seva importància era tal que, fins i tot, el 1755, un prominent diplomàtic austríac de nom Wenzel Anton Graf Kaunitz li demanà que intervingués en les negociacions que dugueren al tractat de Versalles del 1756. Fou l'inici de l'anomenada Revolució Diplomàtica, que disminuí temporalment les tensions entre França i Àustria. Aquesta aliança acabà menant a la Guerra dels set anys, amb tots els seus desastres, com ara la pèrdua de la Nova França, al Canadà, a mans dels britànics, o la derrota davant dels prussians en la batalla de Rossbach el 1757. Es diu que, després de Rossbach, Jeanne-Antoinette confortà el rei amb aquesta frase, actualment cèlebre: "Au reste, après nous, le déluge" ('Després de nosaltres, el diluvi'). França sortí de la guerra debilitada i pràcticament en fallida.
Tanmateix, Pompadour continuà donant suport a aquestes polítiques i, quan el cardenal de Bernis li fallà, suggerí Choiseul per al lloc i li donà suport en tots els grans plans: els pactes de Família, la supressió dels jesuïtes i la pau de Versalles, que confirmà la pèrdua del Canadà.

## Posició en la cort

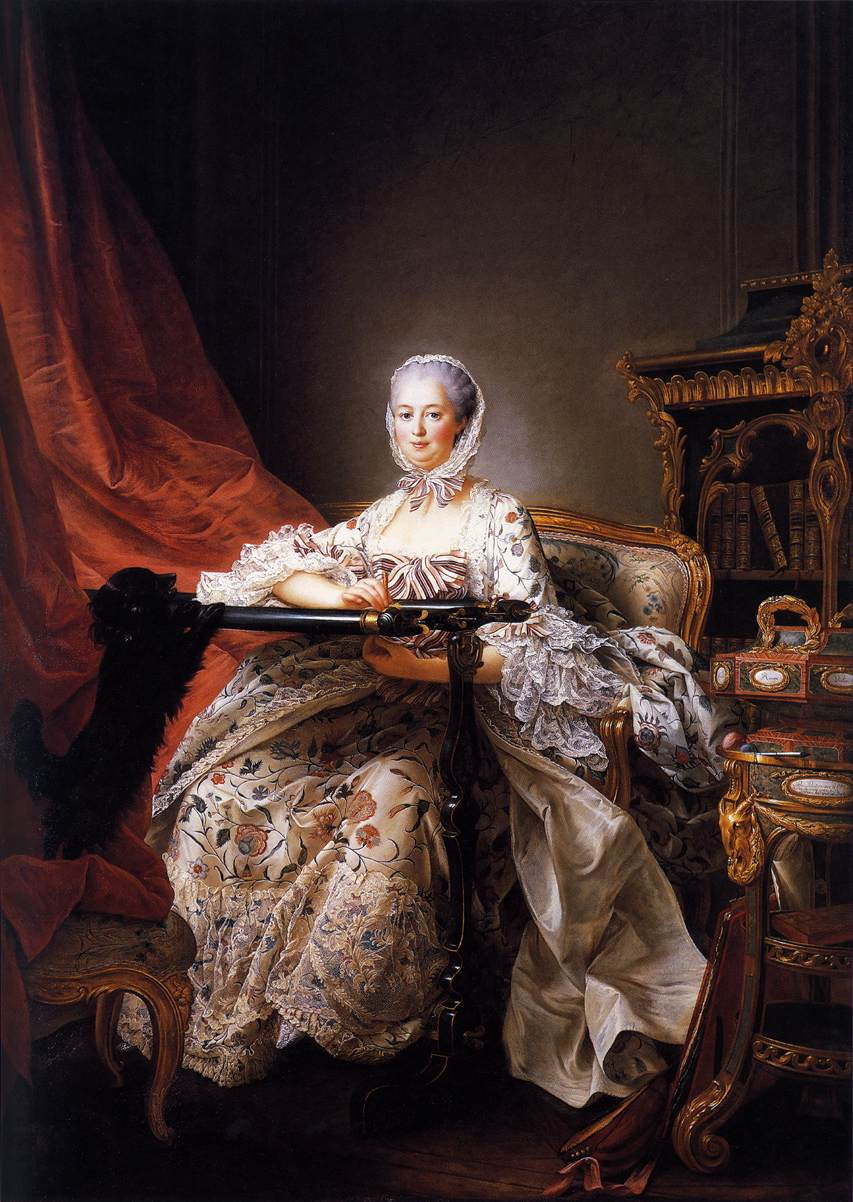
Retrat in memoriam acabat el 1764 després de la seva mort, però començat quan encara vivia, pel seu retratista preferit, François-Hubert Drouais

Madame de Pompadour fou una dona reeixida amb un bon gust pels interiors rococós, estil que va popularitzar. Fou responsable del desenvolupament de la manufactoria de Sèvres, que esdevingué un dels manufactors de porcellana més cèlebres d'Europa i que subministrà llocs de treball qualificats a la regió. Tenia un interès àvid per la literatura. Havia conegut Voltaire abans d'arribar a la cort, i sembla que el dramaturg l'aconsellà quant al seu paper a la cort. També recolzà discretament el projecte de l'Encyclopédie de Denis Diderot. Després de la Guerra de Successió austríaca, quan l'economia era la cosa que més necessitava l'estat francès, ella desvià més i més recursos a la luxosa cort. La seva influença sobre Lluís augmentà significativament durant la dècada del 1750, fins al punt que ell li donava bastant poder de decisió en les polítiques sobre una gran varietat de temes, des dels assumptes militars fins als assumptes exteriors.
Pompadour era una dona enèrgica i intel·ligent. Planejà edificis com ara la plaça de la Concòrdia i el Petit Trianon amb el seu germà, el marquès de Marigny. Contractà els sofisticats marchands-merciers, botiguers que fixaven tendència, que convertien gerros xinesos en càntirs amb mànecs recoberts de bronze a l'estil rococó, i que muntaven taules d'escriptura amb les noves plaques de porcellana de Sèvres. Jeanne-Antoinette va fer de mecenes de múltiples artesans, escultors i retratistes, com l'artista de la cort Jean-Marc Nattier, i a la dècada del 1750 el pintor François Boucher, qui la va retratar en diverses ocasions i a qui va nombrar rector de l'Acadèmia de Pintura i Escultura de França, Jean-Baptiste Réveillon i François-Hubert Drouais.

## Últims anys
Pompadour va tenir dos avortaments el 1746 i el 1749. L'any 1753 va patir una tragèdia quan la seva filla Alexandrine va morir amb només 9 anys d'una peritonitis. En aquell moment Jeanne-Antoinette ja havia contret una tuberculosi pel que ja no era aconsellable que el rei continues veient-la. Es diu que va arranjar trobades amb amants més joves per que la substituïssin a l'hora de donar plaer al rei. Tot i que ja no dormiren més junts després del 1750, Lluís XV romangué devot a ella fins a la seva mort el 1764, a l'edat de quaranta-dos anys. Fins i tot els seus enemics admiraren el coratge que tingué durant les doloroses últimes setmanes. Voltaire escrigúe: "Estic molt trist per la mort de Madame de Pompadour. Li estava endeutat i estic en dol per gratitud. Sembla absurd que mentre un vell escriptor, a penes capaç de caminar, encara està viu, una dona formosa, al bell cor d'una carrera esplèndida, mori a l'edat de quaranta anys". Tanmateix, quan morí, molts enemics quedaren molt alleujats, car se la culpava públicament de la Guerra dels set anys.
Mirant la pluja que queia mentre el taüt de la seva amant deixava Versalles, es diu que el rei digué: "La Marquise n'aura pas beau temps pour son voyage." ("La marquesa no tindrà bon temps pel seu viatge").